# Gustave Trolle
Gustave Eriksson Trolle (1488-1535) fut archevêque d’Uppsala de 1514 à 1517 et de 1518 à 1521, gouverneur de Suède en 1520/1521 pour le compte du roi Christian II de Danemark. 

## Biographie
Gustave Trolle était le fils d’Erik Trolle et de sa première épouse. Sa famille était liée avec la haute aristocratie et le clergé, et s’était opposée à Svante Nilsson Sture. Erik Trolle fut même brièvement élu régent de Suède en 1512 mais il doit renoncer à sa charge en faveur de Sten Sture le Jeune le fils de son adversaire.
Gustave Trolle est destiné par son père à une carrière ecclésiastique. Après avoir effectué ses études à Cologne et Rome, il est élu en 1513 vicaire  à Linköping. L’année suivante, il devient archevêque d’Uppsala, il est en même temps le chef du parti pro-danois au Conseil.
En 1515, il est considéré par le régent Sten Sture le Jeune comme un partisan actif de l’union de Kalmar et du rétablissement du roi Christian II de Danemark. Trolle doit renoncer à son office et se trouve assiégé dans le manoir des archevêques d’Almarestäket sur le Lac Mälar. Pendant l’hiver 1517, Almarestäket est pris et démoli sur ordre du gouvernement suédois. Gustave Trolle se réfugie au Danemark où il incite le roi à intervenir en Suède. En 1518, Christian II de Danemark envahit le pays avec une armée et livre de durs combats pour en prendre le contrôle du pays. Finalement, Sten Sture le Jeune, qui a été mortellement  blessé à la bataille de Bogesund le 19 janvier, meurt le 3 février 1520 et le roi de Danemark entre à Stockholm.
Trolle, rétabli sur son siège, couronne Christian II roi de Suède dans la cathédrale de Stockholm le 4 novembre 1520. L’archevêque n’hésite pas à fournir au roi la liste de ses adversaires et de tous ceux qu’il estimait responsables de son exil et de la destruction d’Almarestäket et à participer au jugement des adversaires de l’Union précédant le Bain de sang de Stockholm le 10 novembre 1520.
Christian II de Danemark estimant le « Parti Suédois » définitivement éliminé et la situation stabilisée décide de retourner au Danemark et nomme Gustave Trolle gouverneur de Suède. Son impopularité est telle qu’après l’élection de Gustave Vasa  nouveau chef de la révolte comme régent ou administrateur du royaume le 24 août 1521, il doit abandonner son poste en septembre 1521 et s’enfuir au Danemark où il réside jusqu’en 1526. 
Cette année-là, il rejoint aux Pays-Bas le roi Christian II de Danemark qui a été détrôné  en 1523 et qui tente de restaurer son pouvoir. Il accompagne ce dernier lorsqu’il lève une armée en 1530 pour reconquérir la Norvège. Après plusieurs années de combat, Trolle est  blessé et capturé en juin 1535 lors de la Bataille Øksnebjerg, en Fionie. Il meurt peu après en captivité à Flensbourg dans le Schleswig-Holstein et est inhumé dans la cathédrale de Schleswig.